# Stenostomum ciliatum
Stenostomum ciliatum är en plattmaskart. Stenostomum ciliatum ingår i släktet Stenostomum och familjen Stenostomidae. Inga underarter finns listade i Catalogue of Life.